# Entroncamento
Entroncamento – miejscowość w Portugalii, leżąca w dystrykcie Santarém, w regionie Centrum, w podregionie Médio Tejo. Miejscowość jest siedzibą gminy o tej samej nazwie.

## Demografia
| Liczba ludności gminy Entroncamento (1950–2011) | Liczba ludności gminy Entroncamento (1950–2011) | Liczba ludności gminy Entroncamento (1950–2011) | Liczba ludności gminy Entroncamento (1950–2011) | Liczba ludności gminy Entroncamento (1950–2011) | Liczba ludności gminy Entroncamento (1950–2011) | Liczba ludności gminy Entroncamento (1950–2011) |
| ----------------------------------------------- | ----------------------------------------------- | ----------------------------------------------- | ----------------------------------------------- | ----------------------------------------------- | ----------------------------------------------- | ----------------------------------------------- |
| 1950                                            | 1960                                            | 1981                                            | 1991                                            | 2001                                            | 2004                                            | 2011                                            |
| 6 804                                           | 7 355                                           | 11 976                                          | 14 226                                          | 18 174                                          | 20 065                                          | 20 206                                          |

## Sołectwa
Sołectwa gminy Entroncamento (ludność wg stanu na 2011 r.)
- São João Baptista - 7576 osób
- Nossa Senhora de Fátima - 12 630 osób